# Dryopteris vidyae
Dryopteris vidyae är en träjonväxtart som beskrevs av Fraser-jenk. Dryopteris vidyae ingår i släktet Dryopteris och familjen Dryopteridaceae. Inga underarter finns listade.